# 티로솔
티로솔(영어: tyrosol)은 펜에틸 알코올의 유도체로 페닐에타노이드이다. 티로솔은 다양한 천연 공급원에 존재하는 천연 페놀성 항산화제이다. 사람의 식단에서 주요 공급원은 올리브 오일이다. 또한 티로솔은 아르간 오일의 주요 천연 페놀들 중 하나이다. 올리브 오일에서 티로솔은 지방산과 에스터를 형성한다.

## 연구
항산화제로서 티로솔은 생체 외 산화로 인한 손상으로부터 세포를 보호할 수 있다. 올리브 오일에 있는 다른 항산화제만큼 강력하지는 않지만, 티로솔의 보다 높은 농도와 우수한 생체이용률은 전체적으로 티로솔이 중요한 영향을 미칠 수 있음을 나타낸다.
티로솔은 또한 심장 보호 작용을 할 수 있다. 샘슨(Samson) 등은 티로솔로 처리한 동물에서 단백질 키네이스 B, 내피 산화질소 생성효소, FOXO3a의 인산화가 유의미하게 증가하는 것을 보여주었다. 또한 티로솔은 쥐 MI 모델에서 심근 경색 후 심장에서 시르투인 1 단백질의 발현을 유도했다.

## 같이 보기
- 하이드록시티로솔
- 살리드로사이드